# احمد اکرم
احمد اکرم (انگلیسی: Ahmed Akram؛ زادهٔ ۲۰ اکتبر ۱۹۹۶) ورزشکار ورزش شنا اهل مصر است.
وی در مسابقات کشوری و بین‌المللی در مجموع برندهٔ ۵ مدال طلا و ۱ مدال نقره شده‌است.